# Württemberg-Haus
Das Württemberg-Haus ist ein denkmalgeschütztes Gebäude im Stadtteil Beutelsbach von Weinstadt.
Im ehemaligen Rathaus des Dorfes befindet sich heute ein Museum.

## Lage
Das Gebäude befindet sich im historischen Ortskern von Beutelsbach, in der Stiftstraße 11, östlich der Stiftskirche.

## Geschichte
Das Gebäude wurde 1534 als Rathaus erbaut. Damit zählt es zu den ältesten dörflichen Rathäusern im ehemaligen Württemberg. Als Rathaus wurde das Gebäude bis zum Neubau des neuen Rathauses im Jahre 1965 genutzt.
2013/2014 wurde das Gebäude aufwändig saniert und 2015 als Museum komplett neu eingerichtet (bereits vor der Sanierung befand sich ab 1989 ein Bauernkriegsmuseum darin).

## Gebäude
Das Gebäude besitzt eine aufwändige malerische Innenausstattung im Renaissance-Stil. Am Schlussstein des Portals von 1577 ist eingemeißelt: „Si deus pro nobis quis contra nos? – Wenn Gott für uns ist, wer mag da gegen uns sein?“, umrahmt von dem Fleckenzeichen Beutelsbachs und dem württembergischen Wappen.

## Museum
Das Museum ist in zwei Teile gegliedert: Museum Wiege Württembergs und Museum Bauernkrieg. Es finden aber auch Sonderausstellungen, wie zum Beispiel zu Reinhold Nägele statt.

### Museum Wiege Württembergs
Im Obergeschoss befindet sich das Museum über die Anfänge des Hauses Württemberg in drei Räumen. Informiert wird hier über die Grabungsfunde und die weitere Entwicklung Beutelsbachs als württembergischer Hauptort.

### Museum Bauernkrieg
Im Erdgeschoss, in der ehemaligen Markt- und Gerichtshalle des Rathauses, befindet sich das Museum über den württembergischen Aufstand des Armen Konrad, welcher als bedeutender Vorläufer des Deutschen Bauernkriegs gilt.